# 主軸受

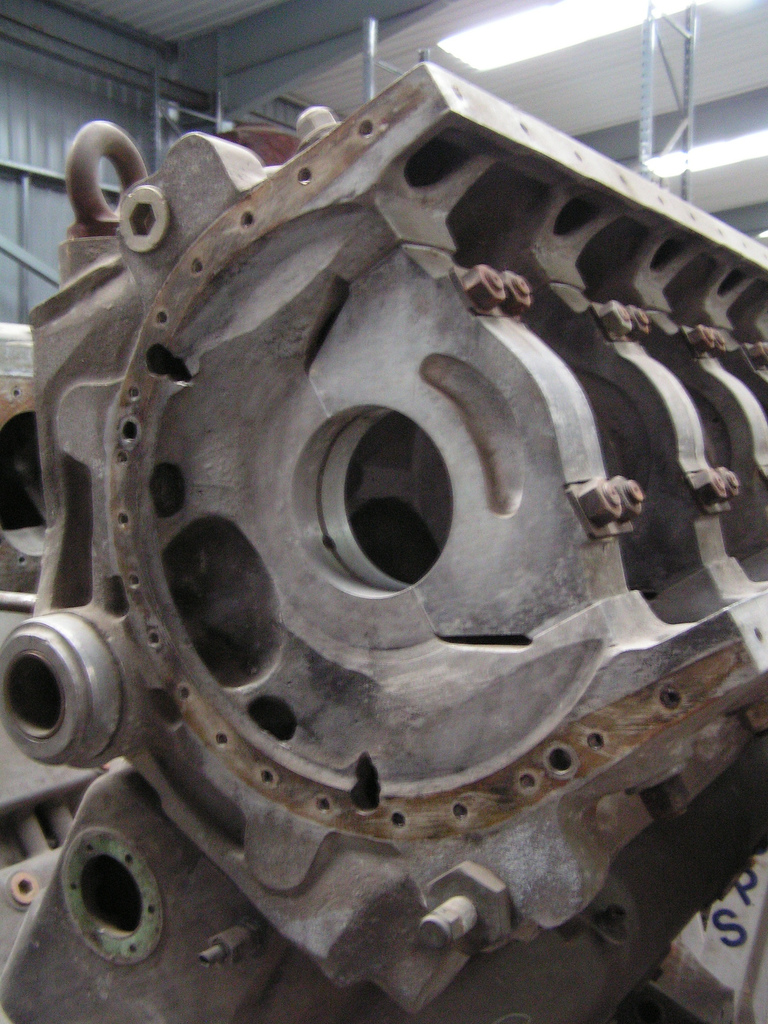
ネイピア デルティック・ディーゼル機関車エンジン

ピストンエンジンにおいて、主軸受（しゅじくうけ）またはメインベアリング（英語: main bearing）は、クランクシャフトを適切な位置で支え、エンジンブロック内で回転できるようにする軸受（ベアリング）である。
主軸受は大抵すべり軸受であり、エンジンブロックと軸受押え（ベアリングキャップ）によって適切な位置に保持されている。エンジン毎の主軸受の数はエンジン間で差異があり、エンジンの動作によって生み出される力と一致していることが多い。

## 主軸受の数
主軸受の数は、全体の荷重や最大エンジン速度によって主に決定される。エンジンの主軸受の数が増えると、一般的にエンジンの大きさと製造経費が増えるが、クランクピンから最も近い軸受までの距離によって起こる曲げ応力とたわみが減る。
ほとんどのエンジンは、クラクシャフトの両端に1つずつ、少なくとも2つの主軸受を持つ。クラクシャフトに沿って軸受が追加されることもある。高回転数用に設計された多くの現代的ディーゼルエンジンおよびガソリンエンジンでは、クランクピン毎に1つの軸受を持つこともある。
クランクシャフトの設計を言い表わす時、一般的に主軸受の数が引用される。これは気筒レイアウトによってクランクピンの数が決定されるためである。例えば、トヨタ・VZ型V6エンジンは「4ベアリングクランクシャフト」を持つ、ジャガー・XK6直列6気筒エンジンは「7ベアリングクランクシャフト」を持つと記載される。

## 軸受押え
主軸受の下側半分は、ボルトを使ってエンジンブロックにしかりと固定された「軸受押え」によって保持される。基本構成は1つの軸受押えに対して2つのボルトであるが、中には軸受押え毎に4つまたは6つのボルトを持つものもある。ボルトが増えると強度が増し、エンジンはより高い出力または回転数に耐えることができる。

### 4ボルト
4ボルト主軸受を使った初の自動車エンジンは1928年のV12マイバッハ・ツェッペリンであった（8つの主軸受のうち3つで4ボルトが使われた）。

### 6ボルト
6ボルト主軸受の典型的な設計は、下から4本の縦ボルト（クランクシャフトの両側に2本ずつ）がエンジンブロック内に伸び、さらに横方向の強度を増すために左右のサイドパンレールから軸受押えの側面に来る2本の横方向のクロスボルトである。